# Krk
Krk (wł. Veglia, niem. Vegl, łac. Curicta, IPA: kr̩̂k) – największa wyspa Chorwacji, położona na Morzu Adriatyckim, w zatoce Kvarner, na południowy wschód od Rijeki i połączona ze stałym lądem Krckim Mostem o długości 1430 m (od 15 czerwca 2020 roku przejazd mostem jest bezpłatny).
Powierzchnia wyspy wynosi 405,22 km², a zamieszkuje ją 17,86 tys. mieszkańców. Największym miastem jest miasto Krk na zachodnim wybrzeżu wyspy. Długość linii brzegowej wynosi 219,12 km.

## Geografia

Powierzchnia wyżynna, zbudowana głównie z wapienia. Liczne zjawiska krasowe, klimat śródziemnomorski. Główne miasta: Krk, Malinska, Punat i Omišalj, Baška, Vrbnik, Dobrinj.
Niedaleko miejscowości Rudine znajduje się jaskinia Biserujka, udostępniona dla turystów.
W południowej części znajdują się dwa pasma górskie z najwyższym szczytem Obzova (569 m n.p.m.). W kotlinie nad zatoką Bascanska Draga znajduje się duży ośrodek wypoczynkowy – Baška, z kamienistą plażą o długości 1900 m. Inne ważniejsze ośrodki turystyczne to Omišalj na północy wyspy. Północna część wyspy jest mniej atrakcyjna turystycznie. Wschodnie wybrzeże Krk jest pozbawione roślinności z powodu wiatrów kontynentalnych.

## Gospodarka
Region turystyczny, liczne miejscowości wypoczynkowe. Rozwinięte rolnictwo – głównie: uprawa winorośli, zbóż, warzyw i owoców cytrusowych. Hodowla kóz i owiec oraz rybołówstwo. W położonym na wschodnim brzegu wyspy mieście Vrbnik wytwarzane jest wino vrbnicka zlahtina. Otwarcie Mostu Krk spowodowało gwałtowny rozwój przemysłu. W północnej części wyspy znajdują się morski port naftowy, lotnisko i kilka zakładów przemysłowych. Rafineria i elektrownia są położone na północ od wyspy w pobliżu miejsca Urinj w kierunku Rijeki. W południowej części wyspy powstały wielkie hotele.

## Historia

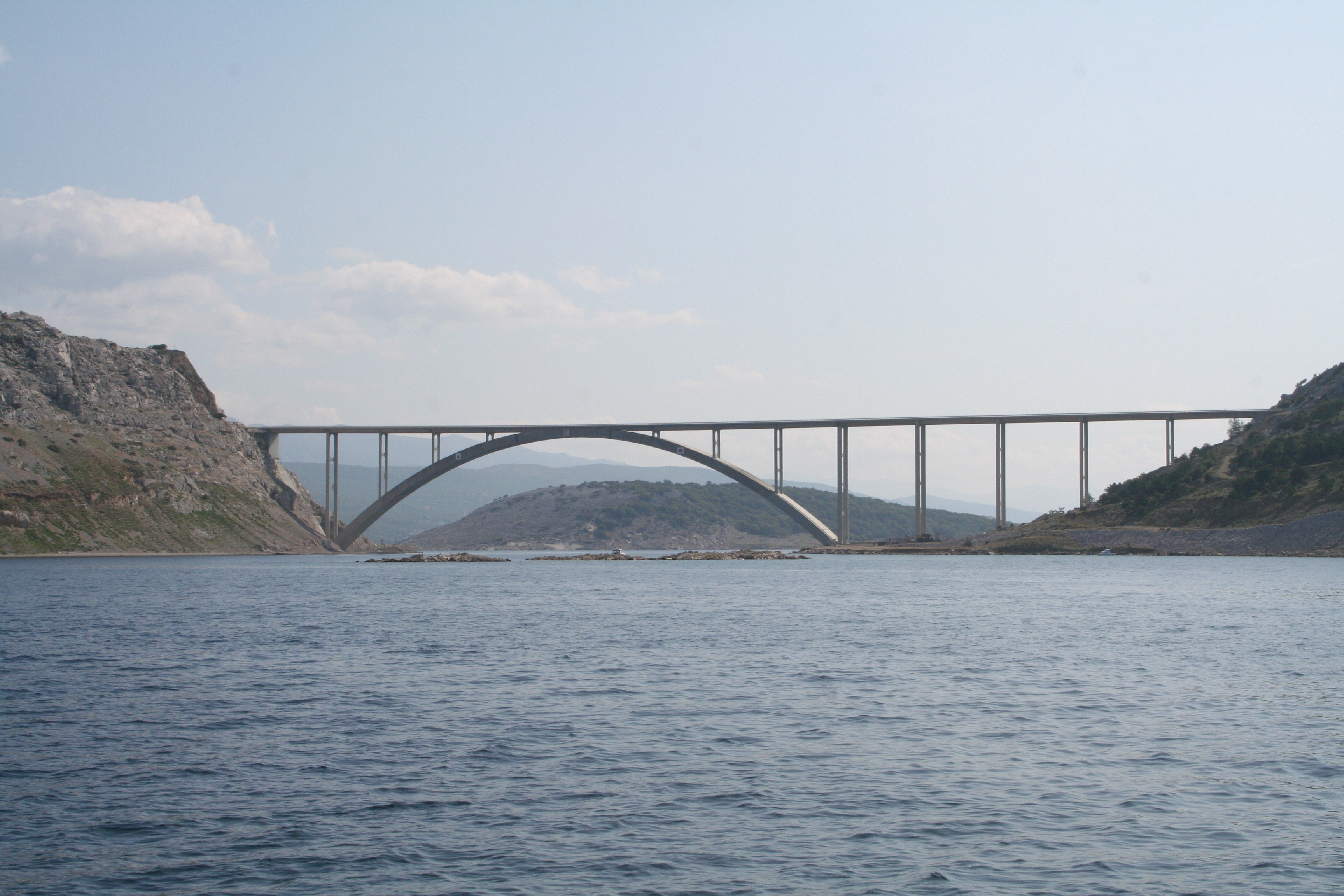
Krcki most

Najstarsi mieszkańcy wyspy to Ilirowie. W I w., p.n.e. Rzymianie założyli swoją osadę Curicum. W VI w. n.e. Słowianie objęli panowanie nad wyspą, wypierając rdzenną ludność romańską. Od XII do XV wieku wyspa była pod panowaniem Republiki Weneckiej. Miasto Krk i otaczające tereny miały prawie całkowitą niezależność pod rządami książąt z chorwackiego rodu Frankopanów. Następnie kontrolę nad wyspą przejęły Austro-Węgry. Od 1920 roku wyspa Krk na mocy Traktatu w Rapallo należy do Chorwacji.
Około 3 km na północ od Baški, w kościele św. Łucji w Jurandvorze odnaleziono jeden z najstarszych zabytków języka chorwackiego – kamienną tablicę zapisaną głównie głagolicą – tzw. bašćanską pločę z ok. 1100 r.
Na Krk aż do 1898 przetrwał, obecnie wymarły, język dalmatyński. Do XIX wieku przetrwał również dialekt rumuński zbliżony do języka istrorumuńskiego.

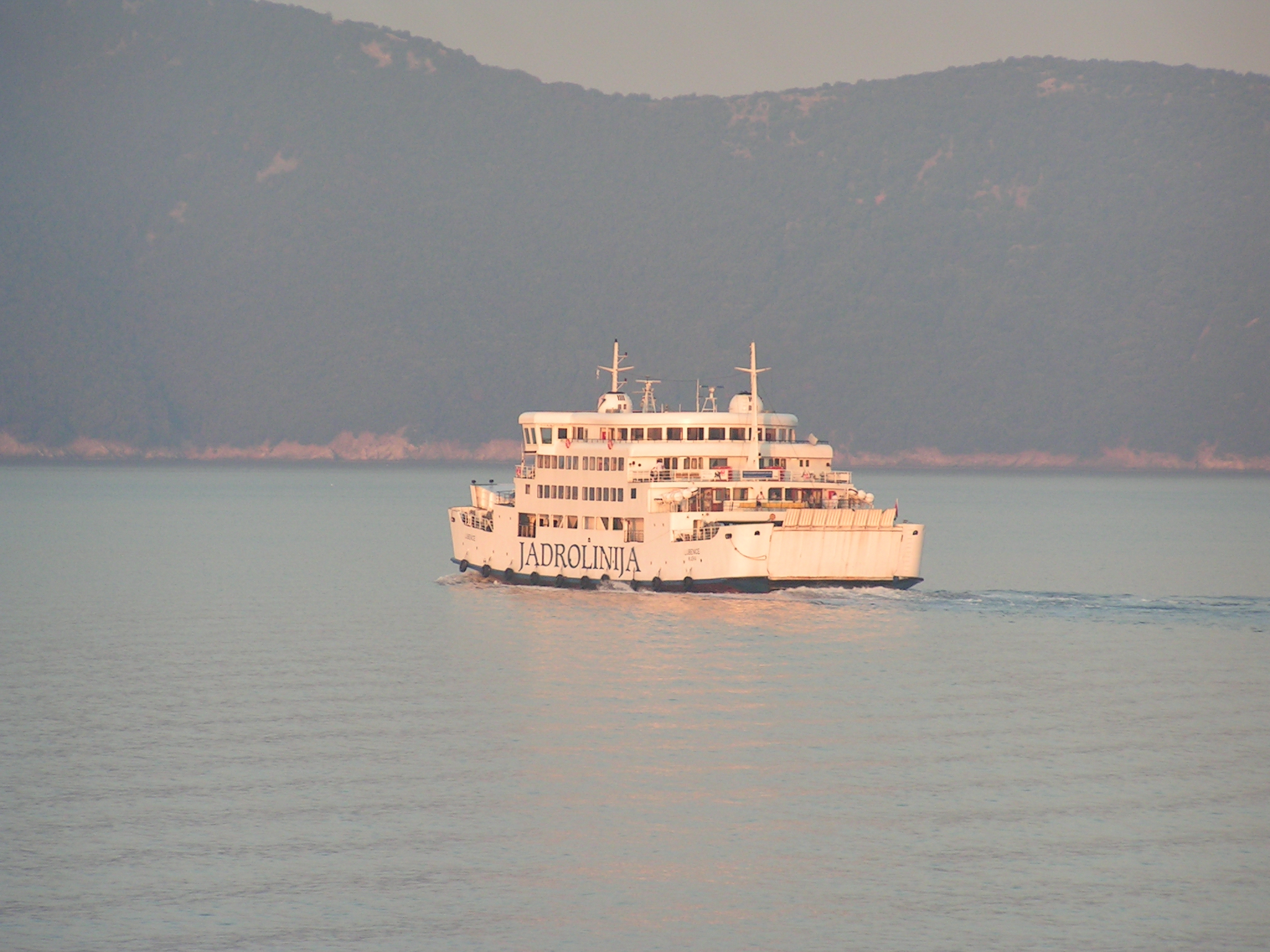
Prom z wyspy Krk na wyspę Cres.

W 1980 roku został otwarty Most Krk, który łączy wyspę z lądem. Most ten posiada najdłuższe na świecie betonowe przęsło łukowe, którego rozpiętość wynosi 390 metrów.
W 1989 roku zostało uruchomione połączenie promowe Valbiska – Merag, które łączy wyspę Krk z wyspą Cres.